# James Williams (Fechter, 1985)
James Leighman Williams (* 22. September 1985 in Sacramento) ist ein ehemaliger US-amerikanischer Säbelfechter.

## Erfolge
James Williams gewann 2007 in Rio de Janeiro und 2011 in Guadalajara mit der Mannschaft die Goldmedaille bei den Panamerikanischen Spielen. Im Einzel sicherte er sich 2007 zudem Silber. Bei Panamerikameisterschaften gelang ihm mit der Mannschaft 2008 in Querétaro, 2009 in San Salvador, 2011 in Reno und 2012 in Cancún der Titelgewinn. 2009 wurde er im Einzel Vizepanamerikameister und gewann zwischen 2006 und 2012 zudem dreimal Bronze im Einzel. Zweimal nahm Williams an Olympischen Spielen teil: 2008 erreichte er in Peking mit der Mannschaft nach Siegen über Ungarn und Russland das Gefecht um die Goldmedaille, in dem die US-amerikanische Equipe Frankreich mit 37:45 unterlag. Gemeinsam mit Timothy Morehouse, Jason Rogers und Keeth Smart erhielt er somit die Silbermedaille. Bei den Olympischen Spielen 2012 in London schied Williams in der zweiten Runde des Einzels aus und belegte am Ende den 25. Rang. Mit der Mannschaft wurde er Achter und damit Letzter. Nach den Spielen beendete er seine Karriere.
Williams studierte an der Columbia University US-amerikanische Geschichte und Russian Studies, für die er auch im College Sport im Fechten aktiv war.